# Dragon’s Fury
Dragon’s Fury in Chessington World of Adventures (Chessington, Greater London, UK) ist eine Stahlachterbahn vom Modell SC3000 des Herstellers Maurer Rides, die am 27. März 2004 eröffnet wurde.
Die 520 m lange Strecke erstreckt sich über eine Grundfläche von 155 m × 56 m und erreicht eine Höhe von 15,5 m.

## Wagen
Dragon’s Fury besitzt acht Wagen. In jedem Wagen können vier Personen (zwei Reihen à zwei Personen) Platz nehmen. Als Rückhaltesystem kommen Schoßbügel zum Einsatz.